# Vauxhall 30-98
La Vauxhall 30-98 est une voiture fabriquée par Vauxhall à Luton, Bedfordshire entre 1913 et 1927. À l'époque, la configuration la plus connue fut la Vauxhall Velox (du latin velox, veloc-, « rapide ») standard à quatre places à carrosserie ouverte « randonneuse ». La description de Vauxhall même était la 30-98 hp Vauxhall-Velox voiture sportive. La 30-98 est également connue par les amateurs de Vauxhall sous le code châssis « E ».
En 1995, elle a été magistralement décrite comme l'une des voitures de sport britanniques les plus connues et dans le milieu du XXe siècle, rapporté par l'Automobile Quarterly, était affectueusement connue comme la dernière des Edwardiennes et décrite comme la première et peut-être la meilleure voiture de sport anglaise.

## Origines

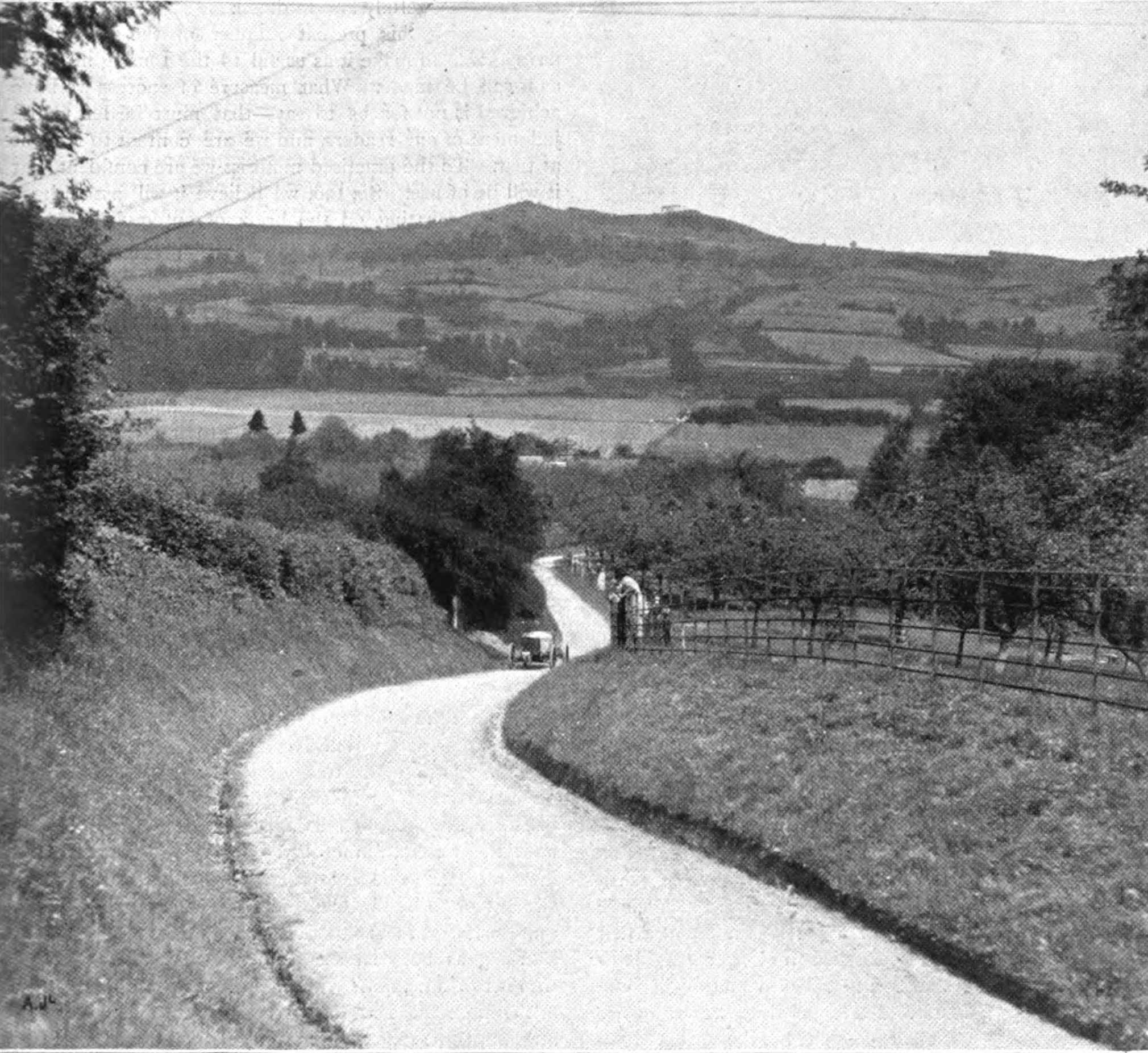
Higginson monte Shelsley Walsh dans la première 30-98 le 7 juin 1913.

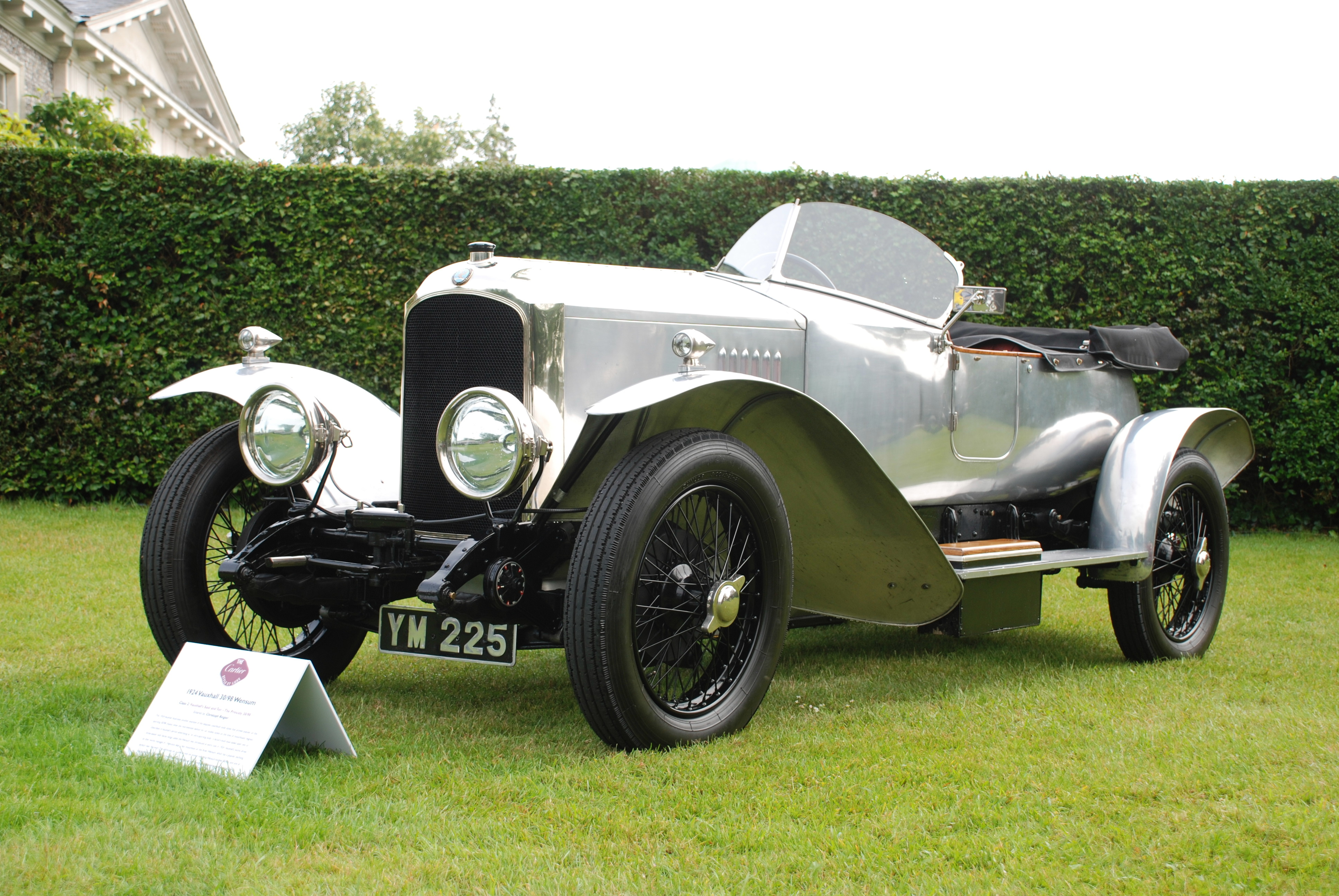
Wensum, aluminium poli.

La première 30-98 fut construite à la demande du concessionnaire automobile et de sport automobile concurrent Joseph Higginson, inventeur de l'Autovac Fuel Lifter, ancêtre de la pompe à carburant. Il a remporté la course de côte de Shelsley Walsh le 7 juin 1913 dans sa nouvelle Vauxhall, établissant le record de la colline en passant, ayant au cours des semaines précédentes fait le meilleur temps de la journée à Waddington Pike et Aston Clinton.
Cependant, ce n'étaient pas des machines de course mais des voitures de tourisme rapides. Le pot d'échappement émet un brouhaha tranquille, il n'y a pas de grincement, pas de cri, pas de hurlement. Mais il y avait la satisfaction calme, si dépouillée d'action, que la voiture pouvait tourner à Brooklands à 160 km/h. Le fabricant le garantissait, et certains acheteurs ont voulu voir leur voiture passer le test afin d'être rassurés.
La 30-98 utilisa le châssis "Prince Henry" et se distingua par un radiateur presque plat plutôt qu'en forme de V. Laurence Pomeroy utilisa le moteur à soupapes latérales en L de la "Prince Henri", réalésé de 3 mm, avec le vilebrequin étendu à froid de 5 mm à l'aide d'un marteau à vapeur pour allonger la course. L'arbre à cames reçut une nouvelle chaîne de distribution à l'avant du moteur, des cames à haute levée et de nouveaux passages de poussoirs. Le châssis Prince Henry fut légèrement modifié, et l'ensemble reçut une carrosserie étroite à quatre places en alliage, une paire d'ailes en alliage (garde-boues avant) et pas de portes.
Avant que la guerre ne survienne, seules 13 "30-98" furent fabriquées et réservées à des pilotes sélectionnés, la dernière, en 1915, pour Percy Kidner, un co-directeur général (PDG) de Vauxhall. La production réelle commença en 1919.
Le nom "30-98" semble avoir été inventé parce que la voiture avait une puissance de 30 ch (22 kW) à 1 000 tr/min et 98 bhp (73 kW) à 3 000 tr/min mais une autre explication est qu'elle avait une puissance nominale de 30 ch et un alésage de 98 mm mais peut-être l'explication la plus probable est qu'il existait alors un modèle Mercedes 30/98 très populaire, mais plus lent et plus lourd. Toutefois, il apparut que le nom de "30-98" paraissait et sonnait si bien.

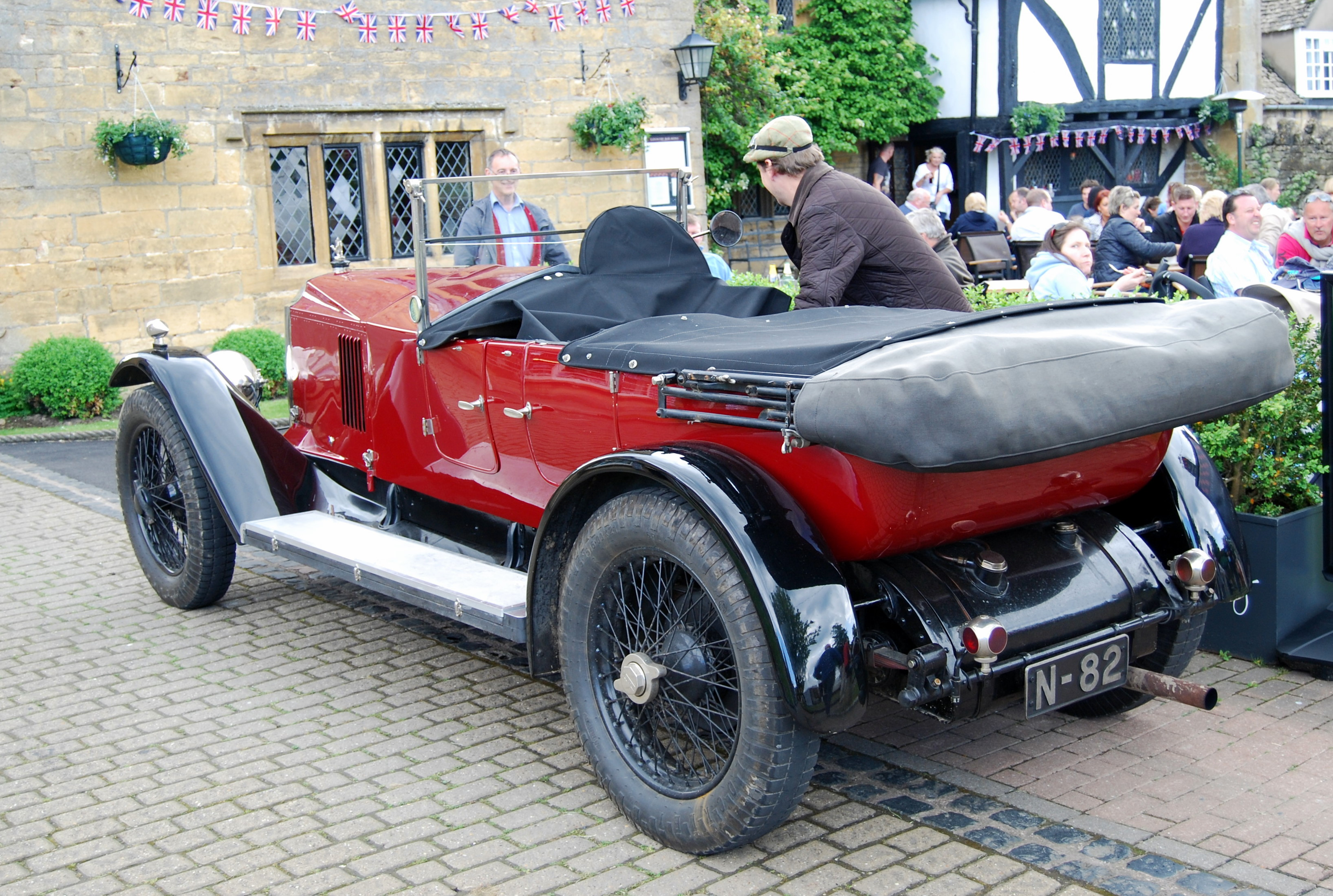
Une 30-98 OE Velox tourer.

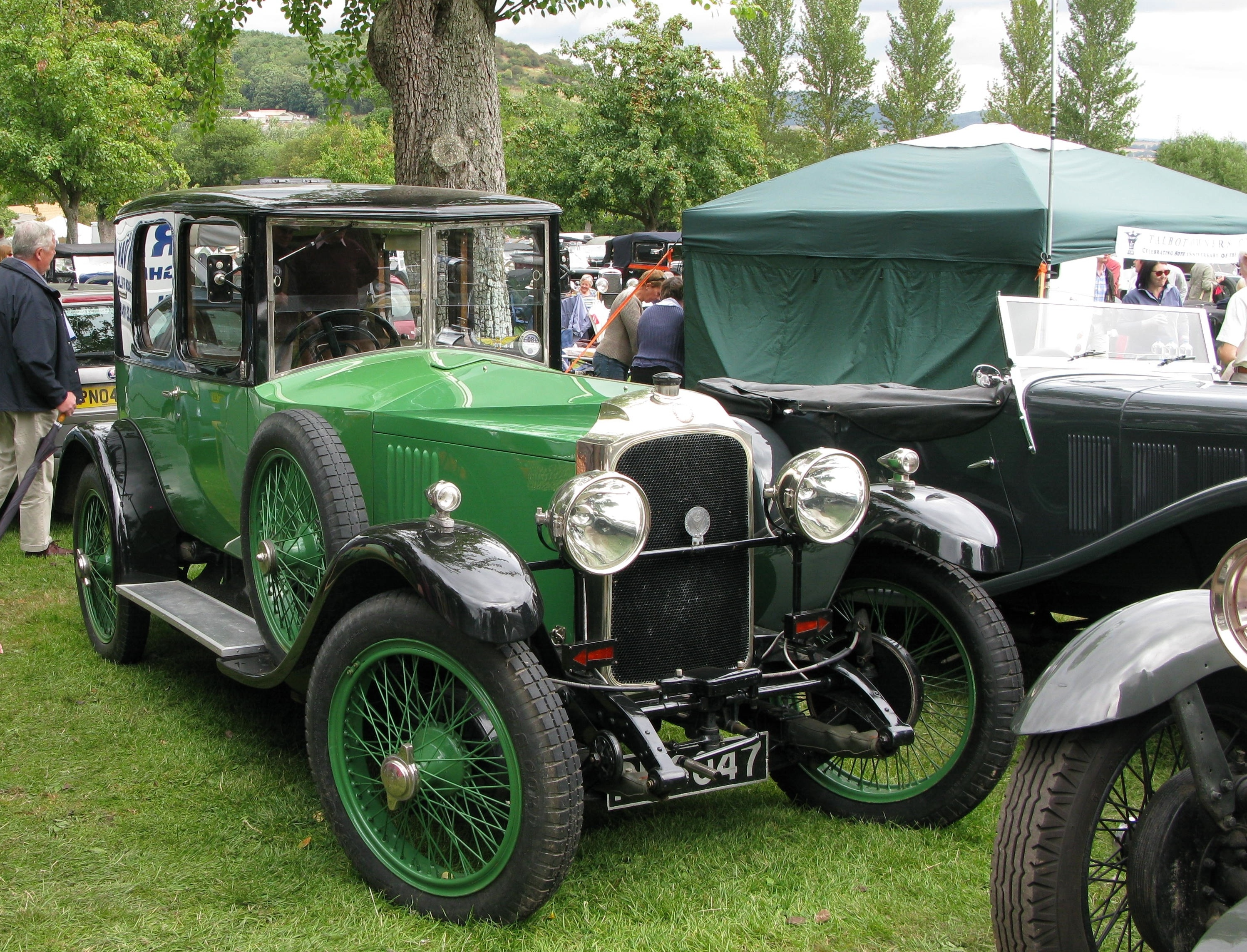
La berline 30-98 Clinton, 2 portes, 4 fenêtres (réplique de la carrosserie).

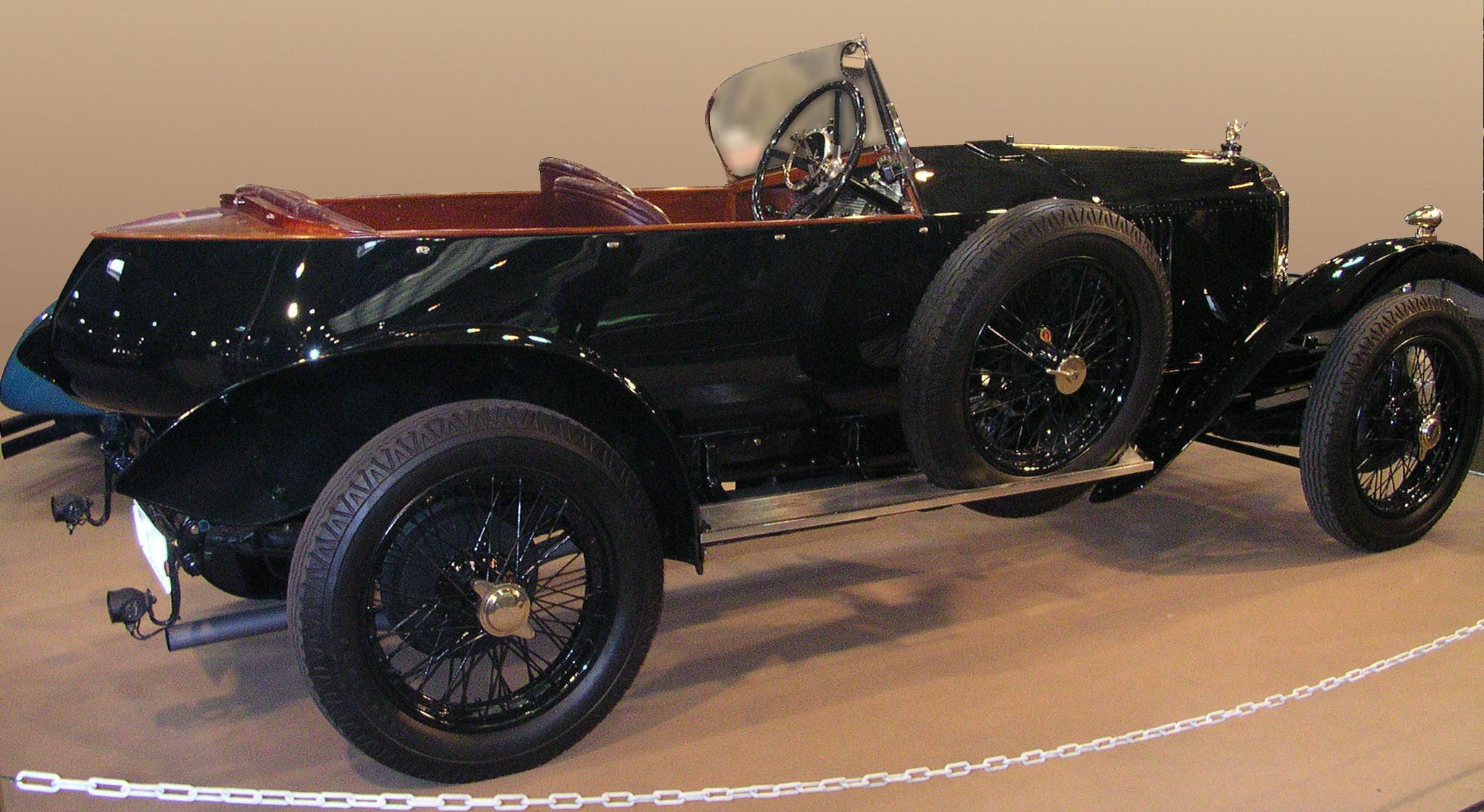
Wensum
"La blanche de quatre places indiquée au Stand 140 était au stade de Wembley et je crois, a été vendue peu après le spectacle de vendredi dernier. C'est une nouvelle carrosserie de style ultra-sportif. Calquée sur le modèle d'un yacht, elle est gracieuse dans son apparence et a de la symétrie et de l'équilibre. Une de ces voitures a reçu le premier prix dans sa catégorie lors du récent Concours d'Élégance de Boulogne"

## Spécifications

### Éléments compris et options proposées par l'usine
Lorsque la production a commencé en 1919, un démarreur électrique était proposé pour un supplément de 50 £ bien qu'il fût de série sur la Vauxhall 25 hp. Mais Vauxhall fournissait alors de série l'éclairage électrique, une horloge, un compteur de vitesse, une roue de rechange et son pneumatique, une pleine trousse à outils et les plaques minéralogiques. Les clients pouvaient choisir entre un capot d'aluminium poli ou peint dans la teinte du reste de la voiture. Les publicités pour les équipements d'origine lorsque la voiture fut introduite en 1922, annonçaient que l'éclairage électrique incluait désormais six lampes, un éclairage du tableau de bord, un klaxon électrique et klaxon à corne. En 1927, l'équipement fut limité à : sièges avant en forme de seau réglables pour les jambes ; roues fil et pneus Dunlop en cordon, deux roues de secours et leurs pneus; guêtres de ressorts ; grille à bagages et un unique essuie-glace.

### Carrosserie

#### Velox
La carrosserie maison Velox, randonneuse quatre places, était le modèle standard. Malgré sa légèreté et son apparence élégante, sa minceur signifiait peu de confort aux places arrière, et les côtés étaient si bas que les passagers « pouvaient être avertis qu'ils voyageaient à leurs risques et périls ».
Le catalogue 1920 inclut une Vauxhall Velox coupé poids plume à deux places à l'intérieur avec un siège dicky (banquette dans le coffre), une lampe électrique dans le toit et un pare-brise en forme de V. Bien que très légers de construction, la charpente en bois sur laquelle les panneaux métalliques sont disposées sont arrangés pour être suffisamment rigides. La Velox coupé poids plume présentée au salon de l'Automobile (Écossais) était peinte en bleu foncé en dessous de la "ligne d'eau" et en noir au-dessus, avait des raccords en nickel, un capot d'aluminium poli et un tableau de bord en noyer avec des casiers. Le coupé fut recouvert de cuir maroquin bleu avec tête de doublure, des tapis, des cordons de soie et les dentelles assorties. Il y avait aussi des stores en soie d'un bleu plus clair avec des glands. C'étaient des finitions spéciales pour les voitures du salon non fournies dans le prix annoncé.

#### Wensum
Il y avait une mode de carrosseries de voitures de style bateau au milieu des années vingt. Décrit dans son annonce comme "carrosserie ultra-sportives" un modèle d'usine à queue bateau, ouvert, à deux ou trois places aux ailes évasées appelé le Wensum fut présenté pour un coût supplémentaire en 1924. Le troisième siège était vraiment « pour la décoration ». Le pilote d'usine, alors directeur des travaux, A J Hancock, possédait un bateau à moteur rapide sur la rivière Wensum qui avait un tronçon populaire de plaisance près de Norwich.
Ces carrosseries ne furent pas construites sur la même ligne de production que la Velox.
Un châssis nu est disponible à la vente pour les clients qui voulaient leur propre carrosserie.

### Moteur

#### E
Le moteur était un développement du quatre-cylindres monobloc à culasse fixe, à soupapes latérales en L actionnées par tige et poussoir du moteur de la Prince Henry, mais élargi à 4 525 cm3 par augmentation de la course de 140 à 150 mm. Le nouveau vilebrequin reposait sur cinq paliers avec une lubrification sous pression. Un seul carburateur Zénith alimentait l'ensemble. La puissance de sortie du moteur était de 90 ch (67 kW) à 3 000 tr/min. 
- Quantité Produite: 274[2]

#### OE
En novembre 1922, il fut annoncé que le moteur a été mis à jour, munis de soupapes en tête et culasse amovible et renommé OE. La course revint à sa longueur d'origine qui donna une capacité légèrement inférieure de 4 224 cm3, mais la puissance de sortie a augmenté de près de 30% à 86 kW à 3 300 tr/min. À faible vitesse, le couple a également été amélioré,. La voiture et son empattement ont été allongés de quatre pouces et élargie de trois pouces pour faire plus d'espace pour les passagers et des sièges plus confortables.
- Quantité Produite: 313[3]

### Châssis
Le moteur fut placé dans un sous-châssis sur le châssis de type échelle à ressorts à lame semi-elliptiques, essieu arrière de conception orthodoxe et amortisseurs avant et arrière. Une boîte à quatre vitesses à changement à la main droite fut montée, entraînant les roues arrière par l'intermédiaire d'un essieu droit à coupe conique, de rapport 3,08 à 1.
Pour le modèle 1923 avec moteur OE, l'entraînement de l'essieu arrière fut remplacé par un biseau en spirale avec un rapport de réduction augmenté à 3,3 à 1. Le châssis et l'empattement ont été allongés de quatre pouces et le châssis a également été renforcé par l'élargissement de la section des rails latéraux. La carrosserie fut élargie de trois pouces. L'essieu arrière fut relié par un bras de couple en forme de banjo à côté l'arbre de transmission.

#### Direction
La direction est par vis sans fin et roue complète avec bielle pendante à cône cannelé.

#### Freins Vauxhall
Sur les 30-98 le freinage était un système mécanique entraîné par la pédale et transmis au frein. Les freins sur les roues arrière étaient contrôlés par un grand levier (frein à main). Les freins sur les roues avant sont devenus disponible à la fin de 1923, d'abord opéré par un double câble Bowden, puis hydrauliquement à partir de 1926,.
Les tambours de frein étaient en acier riveté à revêtement de fonte. Sur certaines voitures, les tambours sont à ailettes en alliage rivetés à revêtement de fonte. Le dernier lot de voitures utilisa les composants de la 23-60 et à l'avant les tambours étaient très grands, de nouveau à ailettes.
Le frein de transmission - qui reçut une légère avance lorsque les freins avant ont été aménagés - logé dans un tambour derrière la boîte de vitesses aurait pu être suffisant mais il était habituellement plein d'huile coulant à partir du palier arrière. Une pression sur la pédale produisait uniquement une mauvaise odeur. Un conducteur ayant les compétences requises - de bonnes mains et une compréhension des effets du frein à main - pouvait prendre des virages rapides. Les virages à frein à main étaient à réserver au temps de pluie. "En cas d'urgence, cependant, le freinage est une perte de temps, le conducteur doit orienter le véhicule, changer de vitesse, sauter ou prier — peut-être dans cet ordre."
Avec l'OE, les trois tambours de frein ont été remplacés par des fûts en aluminium doublés d'acier, bien côtelés pour le refroidissement et les garnitures deviennent des ferodo. En 1923, un an après l'introduction des freins avant à actionnement mécanique sur l'OE, ils furent liés à la pédale qui entraînait le frein de transmission. En 1927, ils ont été remplacés par un système hydraulique notoirement capricieux entre la pédale et la transmission et, de nouveau, seulement les roues avant.
Les freins arrière à tambours sont actionnés par des tiges à partir de la poignée à l'extérieur de la carrosserie sur le côté (à droite du conducteur, conduite à droite). Les freins aux quatre roues actionnés par la pédale fonctionnent sur les roues avant et sur (les roues arrière grâce au) frein de transmission juste derrière la boîte de vitesses. Sur les roues avant, les freins se développent en interne au sein de grands tambours côtelés clos et sur l'arbre de transmission le freinage se fait par contraction. L'opération est hydraulique, le frein de transmission reçoit seulement un tiers de la force grâce à de plus petits pistons. Le système est auto-réglage et auto-compensatoire. L'égalisation est assurée par la taille des plongeurs. L'ajustement automatique est réalisé par l'action d'un anneau de friction monté dans un évidement dans le piston du système d'exploitation. Les freins avant sont commandés par un système de filetage de vis formé par des billes d'acier dans les rainures. La semelle maître de chaque roue est placée pour venir se poser un peu plus tôt et libérer légèrement avant les autres.
Sur le côté du tableau de bord, sous le capot, il y avait un réservoir d'huile sous pression maintenu à environ sept livres par pouce carré pour empêcher l'air d'entrer dans le système. Un demi-gallon de mélange spécial de rechange faisait partie de l'équipement.

#### Suspension
Les ressorts avant et arrière sont de type semi-elliptique. Derrière, ils sont fixés au-dessus de l'essieu avec le pivot d'ancrage sur les manches de l'essieu. Les ressorts avant sont presque à plat et ils ont des amortisseur à feuilles. Il y a des amortisseurs à l'avant et à l'arrière.

## Essai sur route: opinions
« Une puissance d'accélération, étonnamment rapide et en douceur, mais parfaitement contrôlée... la palpitante caractéristiques d'un coureur dans une machine apprivoisée qui se comporte à la manière d'un homme... le moteur qui donne une puissance de 100 ch sur le banc et qui va propulser la voiture à plus de 80 miles à l'heure sur le plat peut être étranglé jusqu'à ce que le véhicule roule en douceur à 12 à 15 milles à l'heure. C'est certainement le plus gourmand des moteurs du type randonneuse que j'ai conduit. Je ne veux pas dire en essence, mais dans une envie d'aller toujours plus vite ».
(OE) « Un rapide double embrayage à 50 ou même plus peut être fait sans un bruit, et elle s'en va ronronner de joie en troisième... Le prix de la 30-98, si sagement décrite dans le catalogue comme une voiture de tourisme rapide, est de 1,220 £ ».
Certaines personnes estiment que c'est une erreur de comparer la 30-98 avec une Bentley.

## Avis de propriétaire
« en dépit de mes dix-huit ans d'expérience, je n'ai commencé à aimer les moteurs, en réalité, que depuis que j'ai acheté ma 30-98. » Cité par l'écrivain Beverly R Kimes dans l'Automobile Trimestriel.

## Prix
Châssis nu
- 1919 : £ 1.125[16]
- 1920 : £ 1.275

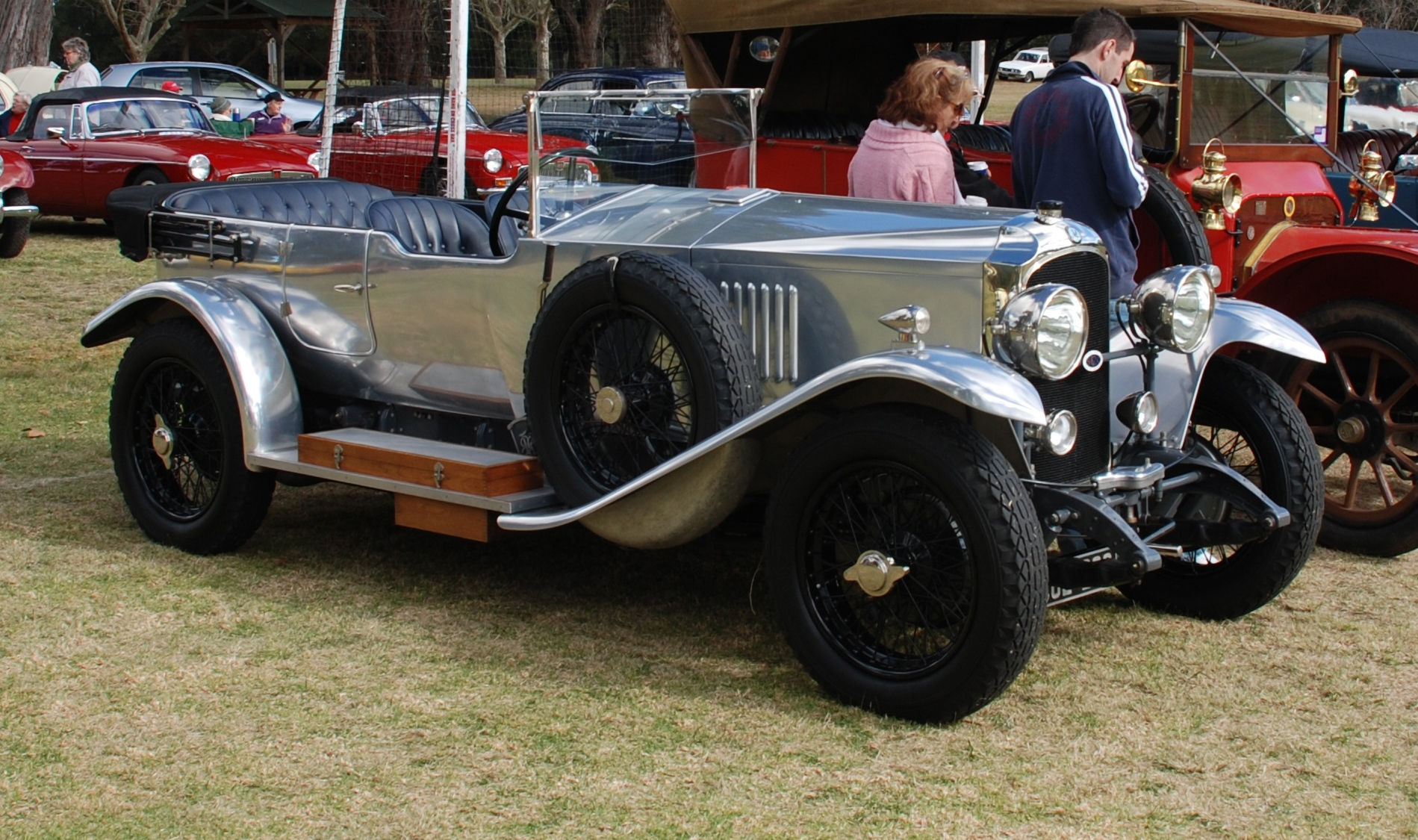
1926 Vauxhall 30-98 avec carrosserie "Velox" finition aluminium.

- 1921 : £ 950 réduit à la suite de la chute de la demande pour toutes les voitures[17]
- 1924 : £ 950[18]

Avec la carrosserie Velox :
- 1919 : £ 1.475[16]
- 1920 : £ 1.676
- 1921 : £ 1.300 réduit à la suite de la chute de la demande pour toutes les voitures[17]
- 1924 : £ 1.220[12]

Lorsque Rolls-Royce annonça leur nouvelle 20 hp (la puissance nominale de la 30-98 était de 23,8 hp) en décembre 1922, ses prix étaient :
- châssis nu £ 1.100
- avec la carrosserie la plus populaire (randonneuse ouverte) le coût total était d'environ £ 1.600[19]

La première General Motors Vauxhall Cadet, berline 4 portes, à moteur 2 litres 6 cylindres en carré, était au prix de £ 280 dans les années 1930, près d'une décennie plus tard.

## Sport automobile
En 1920, les 30-98 avaient acquis une réputation d'endurance pour la course, ainsi que sur la route. Plus tard, avec le moteur OE, Vauxhall garantit qu'une voiture dépouillée pour la compétition serait en mesure d'atteindre une vitesse de 160 km/h
Après la Grande Guerre, les 30-98 n'ont jamais couru pour l'usine qui n'avait pas de département compétition, mais elles ont fait campagne avec succès par des propriétaires privés. Plutôt que de suivre les opinions fréquentes avant 1914 de munir les modèles de moteurs de plus en plus gros pour des résultats en compétition, son succès dépend moins de la force brute (taille de moteur—et cela a toujours été un 4 cylindres) et de plus en plus de l'excellence de la conception et de la robustesse de la construction.

## Fin de la production
Les dernières voitures furent fabriquées en 1927 et ces moteurs reçurent un vilebrequin équilibré leur permettant d'être poussés à 120 ch (89 kW) à 3 500 tr/min. Elles avaient aussi une boîte de vitesses aux rapports plus courts.